# ФК Роман
Роман је био фудбалски клуб из римске области Париоли, а основан је 1903. године. До 1927. такмичио се у највишем рангу италијанског фудбалског такмичења, са изузетком неколико сезона, а затим се припојио фудбалском клубу Рома, која је од овог клуба и преузела боје.
Слично као и тадашњи градски ривал Алба, Роман је тек у сезони 1912/1913 дебитовао у лиги Италије. Клубови из региона Лацио су тада играли у посебној дивизији, а Роман је своју деби сезону у дивизији Лацио завршио у средини табеле. Следећу сезону Роман је одиграо много боље, али и даље није успео да се пробије у нок-аут фазу такмичења, захваљујући много бољим резултатима фудбалског клуба Лацио. Трећа сезона је била најбоља у историји клуба, пошто су завршили као први у дивизији, успут победивши Лацио са 5-2. Ипак, сезона није завршена због почетка Првог светског рата.
Након рата клуб бележи серије лоших резултата, завршивши у другом степену такмичења, данас познатом као Серија Б. До 1927. године клуб није успео да се врати у прву лигу, а затим су се припојили ФК Рома, заједно са Фортитудом и Албом.